# Witalij Kuryło
Witalij Semenowycz Kuryło, ukr. Віталій Семенович Курило (ur. 2 lutego 1957 w miejscowości Biłokurakyne) – ukraiński historyk i polityk, długoletni rektor Ługańskiego Uniwersytetu Narodowego im. Tarasa Szewczenki, poseł do Rady Najwyższej.

## Życiorys
W 1982 ukończył historię w Ługańskim Instytucie Pedagogicznym. W 1987 uzyskał stopień kandydata nauk historycznych, w 2000 doktoryzował się w zakresie nauk historycznych, a w 2001 otrzymał tytuł naukowy profesora. Od 1982 krótko pracował jako nauczyciel, od 1983 związany zawodowo z macierzystą uczelnią (od 2008 ostatecznie przemianowaną na Ługański Uniwersytet Narodowy im. Tarasa Szewczenki). Był m.in. prodziekanem i prorektorem, a w 1997 objął stanowisko rektora tej uczelni. Uzyskał członkostwo w Narodowej Akademii Nauk Pedagogicznych Ukrainy.
Jednocześnie angażował się w działalność polityczną. Był naczelnikiem departamentu oświaty w administracji obwodu ługańskiego, a także posłem do rady regionalnej i członkiem miejskiej egzekutywy (2002–2006). W 2006 i w 2007 z ósmego miejsca listy wyborczej Bloku Julii Tymoszenko był wybierany do ukraińskiego parlamentu, w którym zasiadał do 2012. Działał w partii Batkiwszczyna, którą opuścił w 2010, gdy ugrupowanie to przeszło do opozycji. W 2014 powrócił do Rady Najwyższej, wygrywając wybory w okręgu jednomandatowym (startował z poparciem Bloku Petra Poroszenki).